# Raionul Liepāja
Liepāja este un raion în Letonia.